# Sins of Her Parent
Sins of Her Parent is een Amerikaanse dramafilm uit 1916 onder regie van Frank Lloyd. Destijds werd de film in Nederland uitgebracht onder de titel De ware schuldigen.

## Verhaal
Valerie Marchmont wordt gedwongen om te trouwen met Arthur Heatherway. Ze verlaat haar echtgenoot en gaat werken in een danszaal in Alaska, nadat ze haar pasgeboren dochter heeft afgestaan aan een Virginische familie. Jaren later wil haar dochter Adrian Gardiner trouwen met Richard Carver. Zijn vader Robert weigert zijn zegen te geven, omdat Adrian niet kan vertellen wie haar ouders zijn. Richard gaat op zoek naar de moeder van Adrian in Alaska. Nadat hij Valerie heeft gevonden, wordt hij neergeschoten door de café-eigenaar Jim McNeil. Wanneer Adrian en Robert samen naar Alaska reizen om Richard te verzorgen, herkent Robert Valerie als de vrouw van zijn oude kameraad Arthur. Hij geeft zijn zegen voor het huwelijk, maar kort daarna doden Valerie en Jim elkaar in een gevecht.

## Rolverdeling
| Acteur            | Personage                           |
| ----------------- | ----------------------------------- |
| Gladys Brockwell  | Adrian Gardiner / Valerie Marchmont |
| William Clifford  | Robert Carver                       |
| Carl von Schiller | Richard Carver                      |
| George Web        | Arthur Heatherway                   |
| Herschel Mayall   | Jim McNeil                          |
| Jim Farley        | Shorty                              |